# World Tour w siatkówce plażowej 1989
World Tour w siatkówce plażowej 1989 to pierwsze rozgrywki z cyklu World Tour organizowane przez FIVB, składające się z trzech turniejów odbywających się we Włoszech, Japonii oraz w Brazylii. Amerykański duet Sinjin Smith - Randy Stoklos nie wystartował w japońskim turnieju w Enoshimie, jednak wygrali dwa pozostałe turnieje stając się pierwszymi mistrzami rozgrywek.

## Zawody

### Mężczyźni
| Turniej                                             | 1 miejsce                  | 2 miejsce                          | 3 miejsce                     | 4 miejsce                            |
| --------------------------------------------------- | -------------------------- | ---------------------------------- | ----------------------------- | ------------------------------------ |
| Italian Open Jesi, Włochy 25 - 30 lipca             | Sinjin Smith Randy Stoklos | Giovanni Errichiello Dio Lequaglie | Karch Kiraly Steve Timmons    | Franco Bertoli Fabio Vullo           |
| Japan Open Enoshima, Japonia 4 - 6 sierpnia         | Karch Kiraly Steve Timmons | Edinho Eduardo Tinoco              | Koichiro Kanno Kazuyuki Takao | Akihiro Iwashima Eizaburo Mitsuhashi |
| Brazil Open Rio De Janeiro, Brazylia 13 - 18 lutego | Sinjin Smith Randy Stoklos | Michael Dodd Tim Hovland           | Edinho Eduardo Tinoco         | Andrè Lima Guilherme Marques         |